# I asfaltens djungel
I asfaltens djungel (originaltitel: The Asphalt Jungle) är en amerikansk film noir från 1950 i regi av John Huston. I rollerna ses bland andra Sterling Hayden, Louis Calhern, Jean Hagen, James Whitmore, Sam Jaffe och Marilyn Monroe. Filmen handlar om en grupp män som planerar att genomföra ett juvelrån.

## Handling
Erwin "Doc" Riedenschneider (Sam Jaffe) har under tiden i fängelset funderat ut ett perfekt brott, ett rån mot en juvelfirma. Han vänder sig till den skumme affärsmannen Alonzo Emmerich (Louis Calhern) för att denne skall finansiera kuppen. Erwin och tre medhjälpare, Louie Ciavelli (Anthony Caruso), Gus Minissi (James Whitmore) och Dix Handley (Sterling Hayden), utför kuppen men Emmerich, som är på ruinens brant, tänker försöka lura de andra på bytet.

## Medverkande

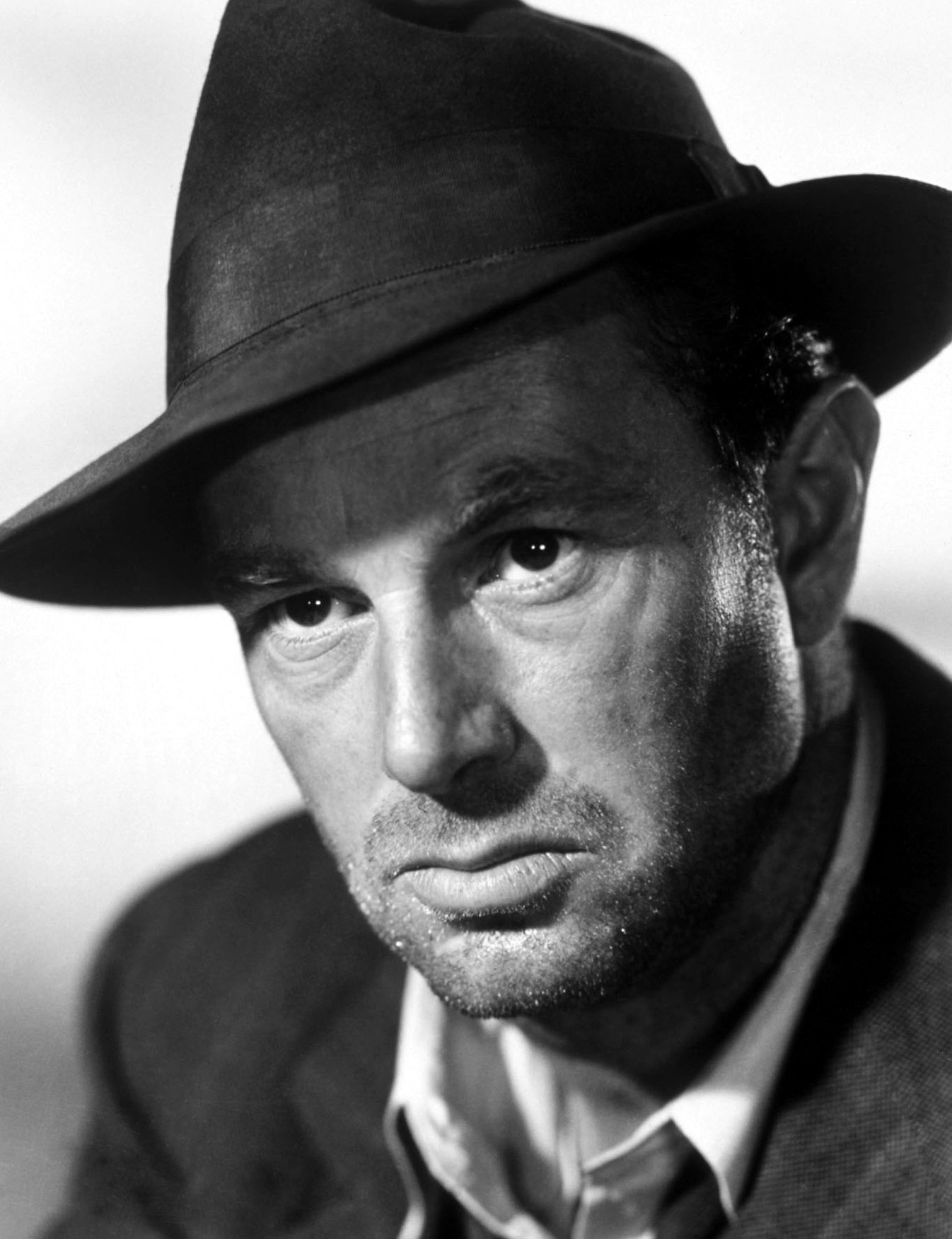
Dix Handley (Sterling Hayden), porträtt i publicitetssyfte.

| Sterling Hayden            | – Dix Handley                                     |
| Louis Calhern              | – Alonzo D. Emmerich                              |
| Jean Hagen                 | – "Doll" Conovan                                  |
| James Whitmore             | – Gus Minissi                                     |
| Sam Jaffe                  | – "Doc" Erwin Riedenschneider                     |
| John McIntire              | – Police Commissioner Hardy                       |
| Marc Lawrence              | – Cobby                                           |
| Barry Kelley               | – Lt. Ditrich                                     |
| Anthony Caruso             | – Louis Ciavelli                                  |
| Teresa Celli               | – Maria Ciavelli, Louis fru                       |
| Marilyn Monroe             | – Angela Phinlay                                  |
| William "Wee Willie" Davis | – Timmons                                         |
| Dorothy Tree               | – May Emmerich, Alonzo Emmerichs handikappade fru |
| Brad Dexter                | – Bob Brannom                                     |
| John Maxwell               | – Dr. Swanson                                     |
| Frank Cady                 | – Nattportier                                     |